# Jackson County (Georgia)
Jackson County is een county in de Amerikaanse staat Georgia.
De county heeft een landoppervlakte van 887 km² en telt 41.589 inwoners (volkstelling 2000). De hoofdplaats is Jefferson.

## Bevolkingsontwikkeling

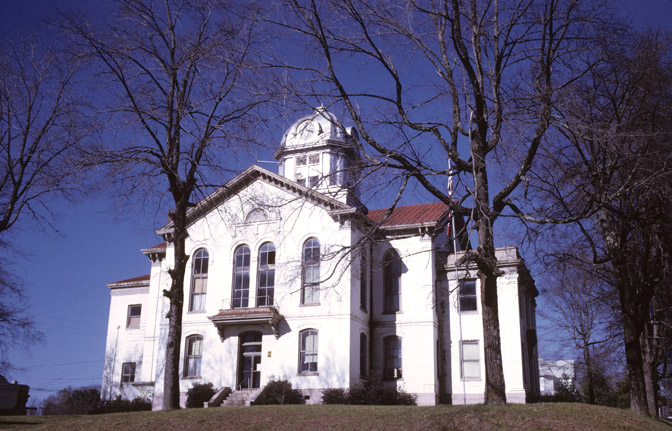
Jackson County Courthouse